# ベリーベリープロダクション

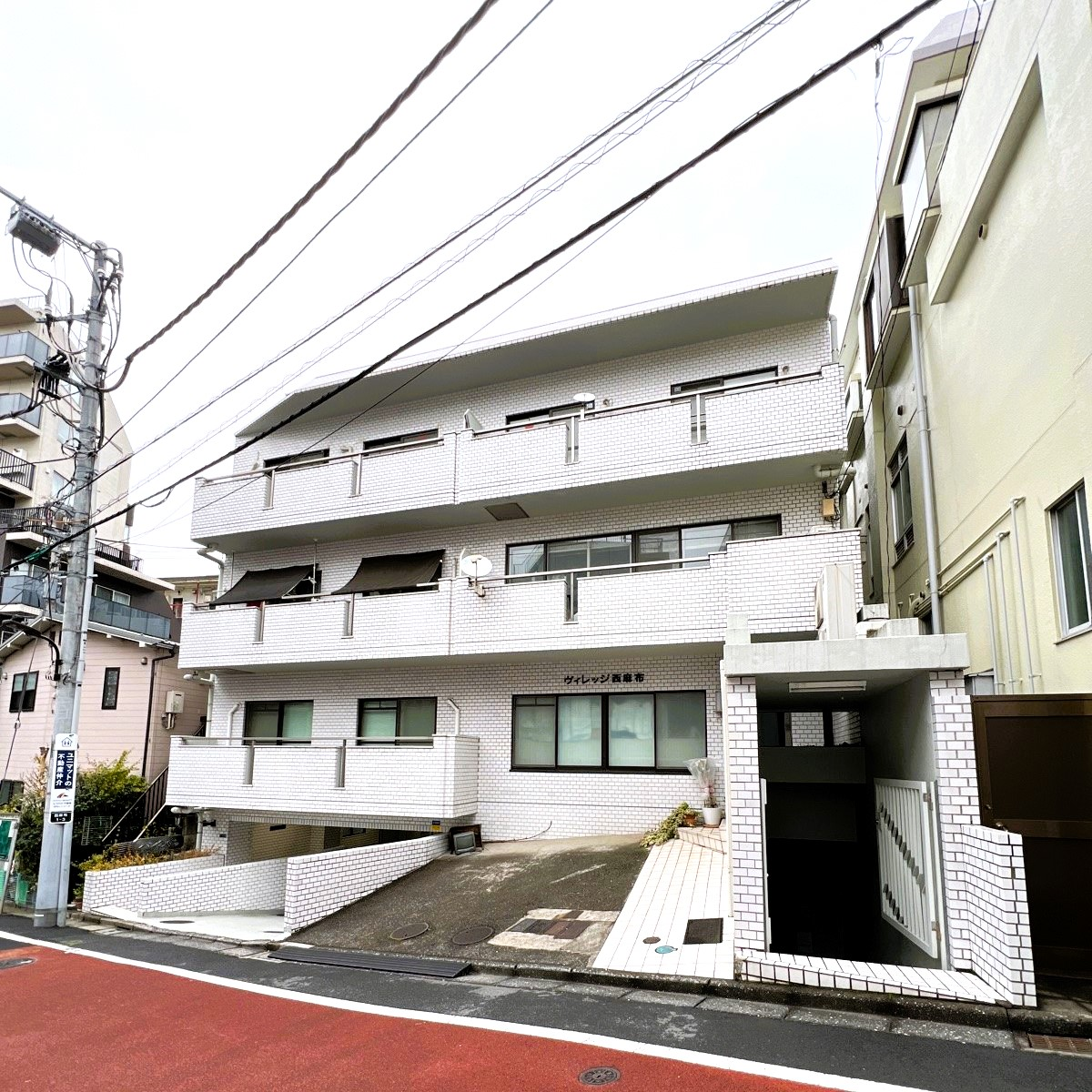
ベリーベリープロダクションが入居する東京都港区西麻布ビル

ベリーベリープロダクション（英文社名: Very Berry Production）は、1999年に設立された東京都港区にある芸能プロダクション。代表取締役は阿部由美子。女性タレント・モデル・アイドルを多数抱える。社名の“very×berry”には「とてもよい実がなりますように」との思いが込められている。

## 概要
1999年にタレント活動をしていた阿部由美子が事務所を設立。阿部はフジテレビで放送されていた人気番組「オールナイトフジ」出身の元女性アイドルで、成蹊大学在学中に4代目以降のオールナイターズとして出演していた。
その後実業家に転身。事務所立ち上げ後、当時9歳だった小池里奈を自らの手でスカウトした。社名の“very×berry”には「とてもよい実がなりますように」との思いが込められている。女性タレント・モデル・アイドルを多数抱える芸能事務所である。
現在はドラマ『下剋上受験』の主演子役で注目された山田美紅羽や、実写版「美少女戦士セーラームーン」や「仮面ライダーキバ」に出演し、TBSテレビとタッグを組んでYOUTUBE番組「となりのこいけ」で話題の小池里奈や、オリコンデイリー3位に輝いた「いちごみるく色に染まりたい。光」、中高生アイドルユニット「FAVO♡」など、アイドル活動にも力を入れている。
自社製作の公開生放送番組「アイドルにさせといて！」では、新人所属のタレントにMCやリポート、ファッションショーに挑戦させ、新人のスキルを磨いている。自社スタジオもありレッスンも充実している。
2024年9月1日、熊切あさ美が、アーティストハウス・ピラミッドから移籍し、所属となった。

## 沿革
- 1999年2月 - 東京都中野区に事務所を設立。株式会社ベリーベリープロダクションがスタートする。
- 2003年1月 - 同住所にスタジオを開設。
- 2012年11月 - 東京都港区赤坂に事務所を移転。
- 2016年12月 - 東京都港区西麻布にスタジオを開設（中野のスタジオを閉鎖）
- 2019年1月 - ベリーベリープロダクション創立20周年記念ドラマ『アイドルにさせといて！』がスタート（計6回の連続ドラマ）[5]
- 2024年2月 - 東京都港区西麻布に事務所を移転[6]。

## 事業内容
1. 芸能タレントの養成ならびにマネージメント
2. 音楽・映画・演劇・演芸・講演の制作ならびにその請負と興業
3. ラジオ・テレビ放送番組。コマーシャルフィルム、コマーシャルソングの企画、制作、請負ならびに版権事業
4. 音声、映像のソフトウエア（ディスク、テープ、フィルム）の企画、制作、製造、販売、貸与ならびに版権事業
5. 芸能人の有料職業紹介および労働者派遣事業
6. 海外の芸能タレント、音楽家、映画監督、脚本家、演出家、スポーツ選手、文化人等の招待
7. キャラクター商品（個性的な名称や特徴を有している人物、動物等の肖像、署名愛称等を使用したもの）の企画、販売ならびに使用せしめる管理の管理
8. 書籍、楽譜等の印刷物の出版、販売
9. レコーディングスタジオ、レッスンスタジオの運営
10. 広告宣伝の代理業務
11. 前各号に付帯する一切の業務

## 所属タレント
出典（2025年3月25日現在・所属タレント31名）
- 来栖あつこ
- 熊切あさ美
- 大竹一重
- 池田昌子
- えまおゆう
- コロッケ　※業務提携
- 中島はるみ
- 仲村瑠璃亜
- 長谷川恵美
- 阿部桃子
- 岩田恵里
- 内八重友賀
- 吉田愛美
- 七瀬うみ
- 山田美紅羽
- 柳井杏美
- 美咲アリス
- 橋本かれん
- 南乃月海

- 阿部由美子 - 事務所代表取締役兼タレント

【高校生】
- 桜樹なつ
- 安土姫華
- 中川ほのか
- りのん

【中学生】
- 長島優月
- 宮園琉心
- 門川芽以
- 一期ありさ

【小学生】
- 斉藤柚奈
- るあん
- 鷹宮瑛茉
- 菫（すみれ）

### 過去の主な所属タレント
- 荒川ちか
- 高橋優里花（元乙女新党）
- 小明[8]（青木小明[9]）
- 秋元彩香[10]
- 飯島夏美[11][12]
- 植田あつき[13]
- 柏木恋[14]
- 唐沢もえ[15]
- 木舩香織[16]
- 桐原真奈[17]
- 小松愛[18]
- 幸サヘル[19]⇒サヘル・ローズ
- 鈴木愛可[20]
- 鈴木明日香[21]⇒奥村飛鳥
- 鈴木みほ[22]（鈴木美穂[23]）
- 大工原里美[24]
- 千葉夏実[25]
- 津田恵[26][27]
- 内藤もゆの[28]
- 藤井玲奈[29]⇒藤沢玲花
- 藤松祥子[30]
- 望月ミキ[31]
- 矢口聖来[32]
- 柳宙見（元いちごみるく色に染まりたい。）
- 池田裕子
- 綱島恵里香
- 藤本真理子
- 浅石莉奈
- 馬渕有咲
- 伊藤星
- 春乃美月
- 前野えま
- 小池里奈
- 藤縄穂月（元ヤンチャン学園 音楽部）
- 長谷川愛里（元乙女新党）
- 須田理夏子
- 本間菜穂
- 相川くるみ
- 櫻井花子
- 夢夏
- 森田みなみ
- 鷹宮玲亜⇒れあちゅ
- 山上有里紗
- あらいすみれ
- 桃瀬陽菜
- 福島樺恋

## 主なアイドルユニット
- いちごみるく色に染まりたい。 - 元乙女新党の高橋優里花がプロデュース
- いちみるjr.

### 過去の主なアイドルユニット
- 乙女新党
- ミラクルキャンディーベリー
- FAVO♡
- 東京ガールズキッズ
- No, SateLight

## 主な仕事実績

### 1999年
- 8月 - タレント来栖あつこのマネージメントを開始(2004年3月まで)
- 日本テレビ『THE夜もヒッパレ』レギュラー。ユニット「ミニスカパン」レコードリリース（ビクター）
- TBSテレビ『美しい人』吉川育美役レギュラー
- テレビ朝日『はみだし刑事情熱系』パート5・6 星野朝子役レギュラー
- CM出演：ロート製薬・日産レンタカー・キグナス石油・NTTテレメイト  他
- 舞台出演：ミュージカル『アニー』リリー役  他

### 2003年
- テレビ東京『おはスタ』レギュラー
- TBSドラマ『キッズウォー5』石田真紀役レギュラー
- CM出演：タカラ・富士フイルム・エバラ焼肉のタレ・ユニチャーム  他

### 2004年
- TBSドラマ『美少女戦士セーラームーン』セーラールナ役レギュラー
- フジテレビドラマ『めだか』草間アイ役レギュラー
- NHK『ミニミニ映像大賞』リポーターレギュラー
- CM出演：バンダイ・松下電器・ファイザー製薬・大正製薬・ジャスコ・サントリー  他

### 2005年
- フジテレビ系ドラマ『鬼嫁日記』増田郁江役レギュラー
- テレビ東京ドラマ『嬢王』レギュラー
- CM出演：グリコ・エバラ食品・ミニストップ・バンダイ・武富士・大正製薬・カネボウ  他

### 2006年
- TBSドラマ『ガチバカ！』星野かなた役レギュラー
- BSｰiドラマ『怪談新耳袋』佐藤綾役レギュラー
- 日本テレビ ドラマ『喰いタン』木下黎役  レギュラー
- 日本テレビ ドラマ『14才の母」長崎さやか役レギュラー
- CM出演:コカコーラ・NXON・ドモホルンリンクル・ムヒ・ダイワ建設・森永乳業アロエヨーグルト、ライオンズマンション、バンダイ  他

### 2007年
- 映画「夕凪の街 桜の国」太田京花役
- NHKみんなのうた「ハーイ！グラスホッパー～グラスホッパー物語（Ⅱ)春編～」
- NHK教育テレビ「科学大好き土よう塾」レギュラー
- フジテレビ「ザ・ベストハウス123」準レギュラー出演
- BS日テレ：料理番組「こうちゃんの簡単HAPPYキッチン」レギュラー
- CM出演：富士通のらくらくホン ・東京電力「電気と光 」・日本郵政公社「定額・定期貯金」・東京ディズニーランド「ハロウィーン」篇 他

### 2008年
- 日本テレビ55周年記念スペシャルドラマ「東京大空襲」 中村友子役
- テレビ朝日「仮面ライダーキバ」
- テレビ東京「不思議少女 加藤うらら」加藤うらら役 レギュラー
- CM出演：森永製菓「森永ティナ」・バンダイ・UR都市機構

### 2009年
- フジテレビ「めざましテレビ・MOTTOいま★ドキ」
- NHK「チャレンジド」奥寺比夜役 レギュラー
- テレビ朝日「歌のおにいさん」あんず役レギュラー
- 映画「戦慄迷宮3D THE SHOCK LABYRINTH」
- 映画「ヤクザガール」主演・百合子役
- TBS「カード学園」レギュラー出演（09.4.3～）
- 日本テレビ『サプライズ』火曜日レギュラー「部活の天使」
- CM出演：ロッテ「雪見だいふく」・バンダイ・ミニストップ

### 2010年
- TBSドラマ：「三代目明智小五郎〜今日も明智が殺される〜」ヒロイン・小林少女役レギュラー
- 日本テレビ ドラマ：「ゲーマーズTV 夜遊び三姉妹 ～今夜も上上下下左右左右BA～」三女役レギュラー
- 映画：ロシア映画主演「ヤクザガール 2代目は10歳」主演・百合子役
- CM出演：キューピー「あえるパスタソース たらこ『たらこ、海に出現』篇」、JR東海「”そうだ 京都、行こう。”キャンペーン 清水寺編」

### 2011年
- フジテレビドラマ：「スクール!!」原翔子役  レギュラー
- NHK連続テレビ小説「おひさま」田中ユキ（少女時代）役
- 日本テレビ金曜スーパープライム終戦ドラマスペシャル「犬の消えた日」松倉さよ子役
- NHKドラマ：よる☆ドラ「ビターシュガー」五十嵐美月役レギュラー
- MBS/TVK：バラエティー・ミニドラマ「おねがいかなえてヴェルサイユ」レギュラー
- CM出演：メルセデスベンツ「新E-CLASS」・三井住友カード「三井住友VISAプラチナカード『将来の夢』篇」・バンダイナムコゲームス「太鼓の達人」10周年応援キャラクター「太鼓の達人ぽ～たぶるDX  『走る』篇」・メガネトップ「眼鏡市場『巨大レンズ編』『巨大レンズ/特殊加工篇』」

### 2012年
- 「ピチレモン」（学研パブリッシング）レギュラー
- 日本テレビドラマ：「ようこそ!東池袋ヒマワリ荘」主演・レギュラー
- TBSテレビドラマ：宮部みゆき"極上"ミステリー  第一夜「理由」片倉信子役
- 「ザ・ベストハウス123 on Stage!～おかしなおかしな探偵物語!…はコレだ!!～」（伝承ホール）
- テレビ朝日ドラマ：金曜ナイトドラマ「匿名探偵」
- TBSテレビドラマ：金曜ドラマ「黒の女教師」
- テレビ朝日ドラマ：木曜ドラマ「ドクターX〜外科医・大門未知子〜」

### 2013年
- フジテレビドラマ「女信長」織田信長幼少時代役
- 関西テレビ/フジテレビドラマ「幽かな彼女」野本香織役・レギュラー
- 東海テレビ/フジテレビ「明日の光をつかめ－2013  夏－」三沢由香里役・レギュラー
- NHKドラマ：長崎発地域ドラマ「私の父はチャンポンマン」前田七海役
- テレビ朝日ドラマ：木曜ドラマ「ドクターX〜外科医・大門未知子〜」
- テレビ東京「おはスタ645」天真爛漫！あまぐりちゃん役・レギュラー
- Eテレ「ノージーのひらめき工房」シナプー役・レギュラー
- 映画「東京家族」
- 映画「極道の妻たち Neo」西澤サクラ役
- 映画「二流小説家 －シリアリスト－」小林亜衣役
- 舞台LIVING ADV「Steins;Gate」椎名まゆり役
- ユニット「乙女新党」メンバー
- CM出演：三井住友カード「三井住友VISAプラチナカード  『あたらしい恋人』篇」・栃木県『若者向け消費者被害未然防止キャンペーン』・こくみん共済「Life is music  ～人生に安心を～」・ドミノ・ピザ「どこのピザ!?  『夏のクワトロ』篇」・

### 2014年
- 映画「テコンドー魂〜Rebirth〜」一色絵里役
- 映画「赤×ピンク」高山真由役
- 映画「トリック劇場版  ラストステージ」加賀美あずさ役
- ドラマ 犬童一心監修「セーラーゾンビ」レギュラー
- ドラマ「ウルトラマンギンガS」ヒロイン
- スチール「彩邑」
- CM出演：クラシアン「助けてクラシアン  キッチン編」「助けてクラシアン  トイレ編」

### 2015年
- 映画「母と暮せば」
- 映画「夏ノ日、君ノ声」ヒロイン
- NHK大河ドラマ「花燃ゆ」ナツ役  レギュラー
- WOWOW「十月十日の進化論」
- hulu連続ドラマ「フジコ」レギュラー
- 日本テレビ「スッキリ!!」レギュラーリポーター
- J:COM「ふるさとタイム」レギュラーMC
- BS-TBS「焼肉女子会＆MORE」レギュラー
- 舞台「ダンスレボリューション」主演
- CM出演：ゼリア新薬「ヘパリーゼ」・「進研ゼミ進研ゼミプラス」
- 雑誌「Love  Berry」（徳間書店）専属モデル

### 2016年
- 映画「スキャナー 記憶のカケラをよむ男」
- 映画「太陽」
- 映画「星くず兄弟の新たな伝説」ヒロイン：ウサコ役　※東京国際映画祭出品作品
- 映画「クハナ！」主演：笹島瑞樹役　※キネコ国際映画祭出品作品
- テレビ朝日ドラマ「スミカスミレ」加藤菜々美役  レギュラー
- NHKBS「初恋芸人」山口恵理役  レギュラー
- テレビ東京「一夜づけ」レギュラー
- CM出演：ライオン「キレイキレイ」

### 2017年
- 映画「クロス」平山聖羅役　※沖縄国際映画祭出品作品
- TBSテレビドラマ「下剋上受験」主演子役  桜井佳織役  レギュラー
- NHKドラマ：連続テレビ小説「ひよっこ」牧野由香（島崎遥香）幼少
- BS-TBSドラマ：新タイプのSNSドラマ配信開始「鈴木家のヒミツ～アイドルママ、ワザあり～」レギュラー
- KawaiianTV「待機！無理スカポリス」レギュラー
- 日本財団「海と日本PROJECT『うみダンス』」
- アイドルユニット「いちごみるく色に染まりたい。」1stCD  オリコンデイリー3位  『ももいろラブモーション』
- アニメ「おそ松さん」2期  主題歌「君氏危うくも近こうよれ」  A応P ZERO
- 子規・漱石  生誕150周年記念  南海放送オリジナルテレビドラマ「赤シャツの逆襲」沙織役

### 2018年
- 映画「星くず兄弟の新たな伝説」ヒロイン  ウサコ役
- 映画「馬の骨」
- テレビ朝日ドラマ：「越路吹雪物語」レギュラー